# Agriphila
Genre
Agriphila est un genre d'insectes de l'ordre des lépidoptères (papillons), de la famille des Crambidae.

## Liste des espèces rencontrées en Europe
- Agriphila aeneociliella (Eversmann, 1844)
- Agriphila argentistrigellus (Ragonot, 1888)
- Agriphila atlanticus (Wollaston, 1858)
- Agriphila beieri Bleszynski, 1953
- Agriphila biarmicus (Tengström, 1865)
- Agriphila brioniellus (Zerny, 1914)
- Agriphila cyrenaicellus (Ragonot, 1887)
- Agriphila dalmatinellus (Hampson, 1900)
- Agriphila deliella (Hübner, 1813)
- Agriphila geniculea (Haworth, 1811)
- Agriphila hungaricus (A. Schmidt, 1909)
- Agriphila inquinatella (Denis & Schiffermüller, 1775)
- Agriphila latistria (Haworth, 1811)
- Agriphila paleatellus (Zeller, 1847)
- Agriphila poliellus (Treitschke, 1832)
- Agriphila reisseri Bleszynski, 1965
- Agriphila selasella (Hübner, 1813)
- Agriphila straminella (Denis & Schiffermüller, 1775)
- Agriphila tersellus (Lederer, 1855)
- Agriphila tolli (Bleszynski, 1952)
- Agriphila trabeatellus (Herrich-Schäffer, 1848)
- Agriphila tristella (Denis & Schiffermüller, 1775)
- Agriphila vasilevi Ganev, 1983